# Leki przeciwpsychotyczne długodziałające
Leki przeciwpsychotyczne długodziałające, neuroleptyki długodziałające (ang. long-acting injectable (LAI) antipsychotics) – postacie neuroleptyków podawane w iniekcjach domięśniowych w celu uzyskania długotrwałego efektu klinicznego. Neuroleptyki długodziałające posiadają częściowo wspólną, a częściowo odrębną – w porównaniu do postaci doustnych – charakterystykę skuteczności, tolerancji i wskazań klinicznych.

## Podział neuroleptyków długodziałających

### Neuroleptyki I i II generacji
Neuroleptyki I generacji:
- haloperidol
- flufenazyna
- zuklopentiksol
- zuklopentiksol acuphase (semi-depot)
- flupentiksol

Neuroleptyki II generacji:
- risperidon
- olanzapina
- paliperidon
- aripiprazol

### Mechanizm przedłużonego działania
- lek połączony z kwasem tłuszczowym (depot) – należy tu większość neuroleptyków długodziałających
- lek w osłonie polimerowej – np. risperidon długodziałający

### Zarejestrowane wskazania
- wskazania analogiczne do macierzystych postaci doustnych
- wskazania własne, np. risperidon stosowany w zaburzeniach dwubiegunowych z szybką zmianą faz

### Częstość podawania
- co 2 tygodnie – risperidon, olanzapina
- co 4 tygodnie – olanzapina, paliperidon, aripiprazol

## Tolerancja
Nowe, atypowe neuroleptyki długodziałające z reguły posiadają wyższą tolerancję stosowania w porównaniu do postaci doustnych. Zwykle też wywołują mniejsze objawy w miejscu iniekcji niż postacie klasyczne. Risperidon, który jest rozpuszczalny w wodzie, a nie w tłuszczu, wywołuje minimalne objawy miejscowe.

## Wskazania kliniczne

### Schizofrenia,psychozy
- pacjenci z niepełną poprawą
- pacjenci z częstymi nawrotami
- pacjenci nie w pełni współpracujący
- pacjenci źle tolerujący formy doustne
- pacjenci preferujący formę długodziałającą neuroleptyku

### Inne zaburzenia
- risperidon – zaburzenie dwubiegunowe z szybką zmianą faz
- paliperidon – zaburzenie schizoafektywne

## Historia
Neuroleptyki długodziałające klasyczne wprowadzono do terapii w latach 60. XX wieku (pierwsze: haloperidol i flufenazyna). Pierwszym neuroleptykiem atypowym w formie długodziałającej był risperidon (2002).